# نبرد تینیان

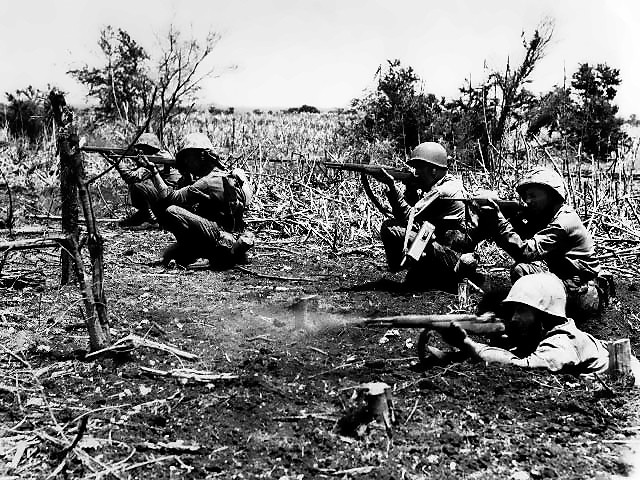
تفنگ‌داران دریایی در حال شلیک به دشمن

نبرد تینیان نام نبردی بود که در جریان جنگ اقیانوس آرام در جنگ جهانی دوم رخ‌داد. این نبرد در بازهٔ زمانی ۲۴ ژوئیهٔ ۱۹۴۴ تا ۱ اوت ۱۹۴۴ در جزیره تینیان از جزایر ماریانا میان ایالات متحده آمریکا و امپراتوری ژاپن انجام‌گرفت و به پیروزی آمریکایی‌ها انجامید.
در جریان این نبرد برای نخستین بار از بمب ناپالم در جنگ اقیانوس آرام استفاده‌شد.